# 664 Judith
664 Judith је астероид. Приближан пречник астероида је 72,68 ,
а средња удаљеност астероида од Сунца износи 3,205 астрономских јединица (АЈ).
Инклинација (нагиб) орбите у односу на раван еклиптике је 8,598 степени, а орбитални период износи 2096,718 дана (5,740 година). Ексцентрицитет орбите астероида износи 0,218.
Апсолутна магнитуда астероида износи 9,97 а геометријски албедо 0,034.
Астероид је откривен 24. јуна 1908. године.